# Lüssow, Vorpommern-Rügen
Lüssow är en kommun och ort i Landkreis Vorpommern-Rügen i förbundslandet Mecklenburg-Vorpommern i Tyskland.
Kommunen ingår i kommunalförbundet Amt Niepars tillsammans med kommunerna Groß Kordshagen, Jakobsdorf, Niepars, Pantelitz, Steinhagen, Wendorf och Zarrendorf.